# Erin Coker
Erin Coker ist eine US-amerikanische Schauspielerin, Synchronsprecherin und Filmschaffende.

## Leben
Coker studierte von 1996 bis 2000 an der University of Colorado Boulder, die sie mit einem Bachelor-Abschluss verließ. Neben Englisch spricht sie auch Französisch. Von 2003 bis 2004 lebte sie im französischen Nizza und erwarb dort ein Zertifikat in Französisch. Ihr Schauspieldebüt gab sie 2010 durch Mitwirkungen in den beiden Kurzfilmen The Girl in the Attic und The Saving of Julia. 2011 übernahm sie im Low-Budget-Horrorfilm 11/11/11 – Das Omen kehrt zurück die weibliche Hauptrolle der Melissa Vales und wirkte im selben Jahr in einer Episode der Fernsehdokuserie 1000 Wege, ins Gras zu beißen sowie in den beiden Kurzfilmen The Lost Girl und Revolver mit. Im Folgejahr verkörperte sie die Rolle der Dr. Antonia Pierce im Katastrophenfilm Flight 23 – Air Crash. Im selben Jahr übernahm sie eine größere Rolle im Tierhorrorfilm Shark Week. In den nächsten Jahren folgten weitere Besetzungen in Spiel- und Kurzfilmen sowie als Episodendarstellerin in verschiedenen Fernsehserien. 2022 stellte sie mit der Rolle der Allison Quince eine der weiblichen Hauptrollen im Science-Fiction-Film Alien Space Battle dar.
2006 verfasste Coker das Drehbuch für die Fernsehserie Global Pulse und fungierte außerdem als Produzentin. Für den im Jahr 2013 erschienenen Film Beer Pong Girls fungierte sie erneut als Drehbuchautorin und Produzentin und übernahm auch eine Filmrolle als Randi Jo. Seit Mitte der 2010er Jahre ist sie auch regelmäßig als Synchronsprecherin zu hören. So lieh sie ihre Stimmen unter anderen Charakteren in den Fernsehserien Dark oder Samantha!. Für die englischsprachige Synchronfassung für den Film Der Mann ohne Gravitation und vier Episoden der isländischen Fernsehserie The Valhalla Murders war sie ebenfalls zu hören. 

## Filmografie (Auswahl)

### Schauspiel
- 2010: The Girl in the Attic (Kurzfilm)
- 2010: The Saving of Julia (Kurzfilm)
- 2011: 11/11/11 – Das Omen kehrt zurück (11/11/11)
- 2011: 1000 Wege, ins Gras zu beißen (1000 Ways to Die, Fernsehdokuserie, Episode 5x05)
- 2011: The Lost Girl (Kurzfilm)
- 2011: Revolver (Kurzfilm)
- 2012: Flight 23 – Air Crash (Air Collision)
- 2012: Shark Week
- 2013: Beer Pong Girls
- 2013: 13/13/13
- 2014: Widows (Kurzfilm)
- 2014: Asperity (Kurzfilm)
- 2015: The Exes (Fernsehserie, Episode 4x09)
- 2015: My Crazy Ex (Fernsehserie, Episode 1x05)
- 2016: Casual (Fernsehserie, Episode 2x04)
- 2016: Terry & Sherry Are Married (Fernsehserie)
- 2017: Married with Secrets (Fernsehdokuserie, Episode 2x03)
- 2018: Unsolved (Miniserie, Episode 1x03)
- 2018: Schatten der Leidenschaft (The Young and the Restless, Fernsehserie, 2 Episoden)
- 2020: Schooled (Fernsehserie, Episode 2x15)
- 2022: All American: Homecoming (Fernsehserie, Episode 1x10)
- 2022: VA Medical Breakthroughs (Miniserie, Episode 1x01)
- 2022: The Offer (Fernsehserie, Episode 1x10)
- 2022: Alien Space Battle (Attack on Titan)
- 2022: 1923 (Fernsehserie, Episode 1x01)
- 2023: The Rookie: Feds (Fernsehserie, Episode 1x22)

### Synchronisationen
- 2017: Dark (Fernsehserie, 3 Episoden)
- 2019: Samantha! (Fernsehserie, 7 Episoden)
- 2019: Der Mann ohne Gravitation (L'uomo senza gravità)
- 2019: St. Noire (Computerspiel)
- 2020: The Valhalla Murders (Brot, 4 Episoden, verschiedene Rollen)
- 2022: Expressions of America (Kurzfilm)

### Filmschaffende
- 2006: Global Pulse (Fernsehserie; Drehbuch und Produktion)
- 2013: Beer Pong Girls (Drehbuch und Produktion)